# Ceratinella
Ceratinella Emerton, 1882 è un genere di ragni appartenente alla famiglia Linyphiidae.

## Distribuzione
Le 28 specie oggi attribuite a questo genere hanno due areali prevalenti di distribuzione: la regione paleartica e l'America settentrionale, con numerosi endemismi per parte. L'unica eccezione è la C. sydneyensis, reperita nel Nuovo Galles del Sud in territorio australiano.
In Italia sono state rinvenute ben 5 specie: la C. brevis in varie località della penisola, da nord a sud; la C. brevipes, la C. scabrosa e la C. wideri in alcune località dell'Italia settentrionale e la C. apollonii, peculiare endemismo del Tirolo e delle Alpi carniche.

## Tassonomia
Non è un sinonimo posteriore di Sphecozone O. P.-Cambridge, 1870, secondo uno studio dell'aracnologo Millidge del 1991 e contra un lavoro di Wunderlich del 1987.
Invece è sinonimo posteriore di Ceratinopsis Emerton, 1882 secondo Wunderlich, 1995, senza però apportare documentazione al riguardo.
A maggio 2011, si compone di 28 specie e 1 sottospecie:
1. Ceratinella acerea Chamberlin & Ivie, 1933 — USA
2. Ceratinella alaskae Chamberlin & Ivie, 1947 — Russia, Alaska, Canada, USA
3. Ceratinella apollonii Caporiacco, 1938 — Italia
4. Ceratinella brevipes (Westring, 1851) — Regione paleartica
5. Ceratinella brevis (Wider, 1834)[5] — Regione paleartica
6. Ceratinella brunnea Emerton, 1882 — USA, Canada, Alaska
7. Ceratinella buna Chamberlin, 1948 — USA
8. Ceratinella diversa Chamberlin, 1948 — USA
9. Ceratinella fumifera Saito, 1939 — Giappone
10. Ceratinella hemetha Chamberlin, 1948 — USA
11. Ceratinella holocerea Chamberlin, 1948 — USA
12. Ceratinella kenaba Chamberlin, 1948 — USA
13. Ceratinella kurenshchikovi Marusik & Gnelitsa, 2009 — Russia
14. Ceratinella major Kulczyński, 1894 — Regione paleartica
15. Ceratinella marcui Rosca, 1932 — Romania
16. Ceratinella ornatula (Crosby & Bishop, 1925) — USA, Canada, Alaska, Groenlandia
  - Ceratinella ornatula alaskana Chamberlin, 1948 — Alaska
17. Ceratinella parvula (Fox, 1891) — USA
18. Ceratinella plancyi (Simon, 1880) — Cina
19. Ceratinella playa Cokendolpher, Torrence, Smith & Dupérré, 2007 — USA
20. Ceratinella rosea Oliger, 1985 — Russia
21. Ceratinella rotunda (Menge, 1868) — Germania, Russia
22. Ceratinella scabrosa (O. P.-Cambridge, 1871) — Regione paleartica
23. Ceratinella sibirica Strand, 1903 — Russia
24. Ceratinella subulata Bösenberg & Strand, 1906 — Giappone
25. Ceratinella sydneyensis Wunderlich, 1976 — Nuovo Galles del Sud
26. Ceratinella tigana Chamberlin, 1948 — Alaska
27. Ceratinella tosior Chamberlin, 1948 — USA
28. Ceratinella wideri (Thorell, 1871) — Regione paleartica

### Nomen dubium
- Ceratinella rubella (Menge, 1868); esemplari maschili e femminili reperiti in Germania, e originariamente ascritti all'ex-genere Ceratina; a seguito di uno studio di Prószynski e Starega del 1971, sono da ritenersi nomina dubia[1].

### Nomen nudum
- Ceratinella timpibius Chamberlin, 1949; denominazione adoperata da Chamberlin in un lavoro del 1949, non risultano esemplari esistenti per questa descrizione per cui la specie è considerata un nomen nudum[1].